# SN 2001iy
SN 2001iy – supernowa odkryta 9 grudnia 2001 roku w galaktyce A105224+5716. W momencie odkrycia miała maksymalną jasność 23,00m.